# Henan Energy & Chemical
Henan Energy and Chemical Industry Group Company Limited («Хэнаньская энергетическая и химическая промышленная группа») — крупная китайская государственная компания, специализирующаяся на добыче угля и химической промышленности. Входит в число крупнейших компаний страны по величине выручки и в двадцатку крупнейших химических компаний Китая. Основана в 2008 году. Штаб-квартира расположена в городе Чжэнчжоу (провинция Хэнань).

## История
Компания основана в декабре 2008 года путём слияния активов пяти провинциальных компаний, которые добывали уголь и газ, а также производили каменноугольный кокс. В 2011 году компания впервые вошла в рейтинг Fortune Global 500. 
В сентябре 2013 года компания была преобразована в Henan Energy and Chemical Industry Group. В ноябре 2020 года дочерняя Yongcheng Coal & Electricity Holding Group из-за кризиса ликвидности объявила частичный дефолт, а в декабре 2020 года Henan Energy and Chemical Industry Group была вынуждена реструктуризировать долги по своим облигациям.

## Деятельность
Henan Energy and Chemical Industry Group добывает уголь и газ, производит химическую продукцию (этиленгликоль, диметиловый эфир, уксусную кислоту, углеродное волокно, полиформальдегид), электроэнергию, цветные металлы и промышленное оборудование. Дочерние структуры группы занимаются строительством шахт и железных дорог, логистикой и финансовыми услугами.